# Bombylisoma sinaiticum
Bombylisoma sinaiticum är en tvåvingeart som först beskrevs av Efflatoun 1945.  Bombylisoma sinaiticum ingår i släktet Bombylisoma och familjen svävflugor.
Artens utbredningsområde är Egypten. Inga underarter finns listade i Catalogue of Life.